# Finräfflad venusmussla
Finräfflad venusmussla (Chamelea striatula) är en musselart som först beskrevs av da Costa 1778.  Finräfflad venusmussla ingår i släktet Chamelea, och familjen venusmusslor. Arten är reproducerande i Sverige.
Höger och vänster klaff av samma exemplar:

Höger klaff
Vänster klaff